# Stargate Resistance
Den här artikeln handlar om online-spelet från 2010. Se även Stargate Worlds, Stargate SG-1 och Stargate (film).
Stargate Resistance är ett actionspel i tredjepersonsperspektiv, utgivet av Cheyenne Mountain Entertainment år 2010,. Detta är ett online-spel som är baserad på serierna och filmerna om Stargate. Stargate tillhör genre hård science fiction vilket innebär att universumet i Stargate styrs av samma naturlagar som de i den riktiga världen. Allt i den världen måste alltså återspegla vår verklighet på så sätt att alla funktioner i den här science fiction-världen måste funka utifrån logiska och vetenskapligt hållbara resonemang. Nyckelskillnaden som gör världen i Stargate Resistance annorlunda från vår värld är just att det framförallt finns en Stargate där. Inom hård science fiction så är tanken oftast så att det skett en förändring i den naturliga världen och hur denna förändring i sin tur förändrat världen. Världen i spelet är just sådan att spelaren får erfara en värld där det hade funnits en Stargate och det som medföljer en sådan teknologi. Tiden som spelet utspelar sig i sker i vår samtid eller åtminstone i en överskådlig framtid, dvs. en nära framtid som man kan se trender inom vetenskaplig utveckling.
I spelet får spelaren alltså gå igenom en Stargate, men först måste spelaren välja en sida mellan System Lords och Stargate Command. Sedan får spelaren välja en av tre klasser. Därefter kan spelaren ge sig in i spelet strida i grupp mot andra grupper från den andra sidan.

## Handling
System Lords, en grupp dominanta Goa'uld-ledare, försöker återerövra universum och förslava mänskligheten. För att uppnå detta skickar de ut sina arméer genom Stjärnporten för att stjäla avancerad teknologi och förslava primitiva världar. Stargate Command, en hemligt militär grupp, försöker förhindra detta och skickar ut sin SG-grupper för bekämpa System Lords skaror av ashraks, goa'uld och jaffa. Om de misslyckas kommer hela universum att förslavas av System Lords.

## Klasser i spelet
- Det finns tre klasser att välja på inom System Lords och Stargate Command. Klasserna på de olika sidorna är olika från varandra men är ändå varandras motsvarigheter.
- Klasser inom Stargate Command är Soldat, Kommando och Vetenskapskvinna.
- Klasser inom System Lords är Jaffa, Ashrak och Goa'uld.

## De enskilda klasserna
- Soldat är en flexibel klass som inte är specialiserad på någonting. Soldaten är beväpnad med automatvapen, granatkastare och granater (vapen).
- Kommando är som seriernas och filmernas Jack O'Neill, han är beväpnad med gevär, pistol och minor. Kommandon är utrustad med ett par högteknologiska glasögon som gör att han kan se bättre.
- Vetenskapskvinna är som seriernas och filmernas Samantha Carter, hon är beväpnad med symbiotgift, automatvapen och pistol. Hon kan vid behov hela sina medspelare.
- Jaffa är som seriernas och filmernas jaffa. Jaffan är utrustad med stavvapen och granater. Deras främsta uppgift är att skydda ashraker och goa'uld. Jaffa är System Lords motsvarighet till Stargate Commands soldater.
- Ashrak är som seriernas ashraker. Hon är framför allt en lönnmördare som smyger sig på sina fiender. Ashraken är utrustad med en osynlighetsmantel och beväpnad med dolk och en ring som kan dränerar motståndares energi. Ashraken är System Lords motsvarighet till Stargate Commands kommandon.
- Goa'uld är som seriernas och filmernas Goa'ulder. Goa'ulden är utrustad med en personlig sköld och beväpnad med en handske som kan dränerar fiender på energi och skjuta telekinetiska vågor. Goa'ulden är System Lords motsvarighet till Stargate Commands Vetenskapskvinna och kan liksom Vetenskapskvinnan hela sina medspelare vid behov.

## Vapenarsenal
Eftersom det här online-spelet är baserad på Stargate-serierna och Stargate-filmerna som tillhör genre hård Science Fiction, så måste därför naturlagarna i den världen fungerar på samma sätt som de skulle teoretiskt ha gjort i vår riktiga värld. Därför finns det en samling vapen i Stargate Resistance som fungerar rent teoretisk som om de skulle ha fungerat i den verkliga världen. Vapnen är därför mycket realistiska. Till exempel MGL-140 (se Milkor MGL) är ett riktigt vapen som finns i verkligheten. Däremot så kan man förstå att vapen som stavvapen och ringar som dränerar energi endast fungerar i teorin, vilket kan hänvisas till Clarkes lagar rörande vad som är möjligt inom vetenskapen, där författaren till dessa lagar i princip säger att allt är möjligt även om det inte är möjligt än. Vilket gör att även de ovannämnda handskarna och ringarna i teorin skulle kunna fungera i en värld som betecknas som hård science fiction, med alla naturlagarna intakta, förutsatt att man kan ge en vetenskapligt hållbar förklaring till deras funktion. Att funktionerna hos de stavvapen, handskar och ringar i spelet inte har förklarats, behöver inte betyda att det inte kan förklaras. I en hård science fiction-värld så ska man ha svar på allt angående den världen, men man måste inte ge alla svar på en gång. 
- Stargate Commands vapenarsenal:

MG P90, MGL-140, AN-MB3, LR30A, SA50-2, A-M18A1, MK 2 SABIN, SAQ9-4, och CADS MK 4.
- System Lords vapenarsenal:

Stavvapen, granater, osynlighetsmantlar, personliga sköldar och dolkar, samt ringar och handskar som dränerar energi och skjuter telekinetiska vågor.

## Världarna i Stargate Resistance
- Det finns liksom i filmerna och serierna som rör Stargate många olika världar spelaren kan ta sig till via Stargate. I varje värld utspelar sig en scenario som är ett uppdrag som spelaren måste fullborda för att vinna scenariot. Hela Stargate har sin rot i Hård Science Fiction vilket innebär att världarna som spelaren kan besöka är utformade på ett sätt som gör att våra naturlagar fortfarande gör sig gällande, men med små förändringar som leder till en annan typ av värld än Jordens. Temperaturen, klimatet, årstider etc måste hänga ihop. Världen är centralt i all science fiction. En värld inom hård Science Fiction måste kunna ge svar på allt som angår den världen, t.e. vilka konsekvenser som blir resultatet av de förändringar som drabbat världen. I Stargate Resitance ges en bakgrund till en världs tillstånd. Till exempel på en värld som en gång var varm och som sedan blev iskall har invånarna tvingats förlita sig på en maskin som kan alternera vädret för att återskapa den ursprungliga temperaturen på planeten för att överleva, alltså är den här väderalternerande maskinen en konsekvens av det kalla klimatet. Människorna där kan styra över vädret, men har ändå inga gevär eller dylikt, detta beror på att de satsat på just det område som kretsar kring väder, eftersom deras situation krävde det och detta är en annan detalj inom hård science fiction. Så inom hård science fiction så ska världen alltså förklaras med logik, vilket världen i Stargate Resistance gör.

## De enskilda världarna
- Jorden (SGC) är vår planet och scenariot utspelar sig på SGC, basen för Stargate Command som hotas att tas över av System Lords. Uppdraget för de båda siorna är att ta kontrollen över Stargate och kontrollrummet.
- Piramess (Whiteout) är en snö- och istäckt planet som en tidigare har varit en varmare plats. För att bekämpa kylan och fortsätta överleva på planeten, så utvecklar invånare en särskild teknologi för att värma sina städer genom att ändra på temperaturen inom vissa begränsade områden (deras städer). Uppdraget här är för System Lords att stjäla den här teknologin som potentiellt kan användas som ett vapen och i processen förslava hela planeten. Stargate Commands uppdrag är det motsatta, nämligen att förhindra System Lords från att uppnå deras mål.
- Amarna (Tempel) är en planet som är rik på den fiktiva mineralen, Naquadah, och scenariot utspelar sig i ett tempel där de båda sidorna måste kämpa mot varandra för kontrollen över planet och säkra åtkomsten till Naquadahn.